# Книги про Тернопіль
Книги про Тернопіль — видання, що розкривають історію і сьогодення, літературу, культуру та мистецтво м. Тернополя.

## Енциклопедії, довідники
- Тернопільський енциклопедичний словник (2004—2010) — регіональна енциклопедія, яка містить відомості про історію, географію, культуру, економіку, адміністративний устрій і т. д. Тернополя і Тернопільської області;
- Тернопільщина. Історія міст і сіл (2014) — енциклопедичне видання про історію міст і сіл Тернопільської області;
- «20 кроків, щоб закохатись у Тернопіль!» (2013) [Архівовано 24 Грудня 2011 у Wayback Machine.] — довідник.

## Книги з історії
- о. Білинський П. «Місто Тернопіль та єго околиця» (1894);
- Бліхар Є. «Моє життя. Мій Тернопіль» (2015);
- Бліхарський Ч. «Тернопіль, затриманий в кадрі пам'яті» (1992);
- Бойцун Л. «Тернопіль у плині літ» (2003, 2015);
- Гаврилюк О., Крочак І., Петровський О. Тернопіль: сторінки минулого і сьогодення (2010);
- Гулько Я. «Невідомий Тернопіль» (2015);
- Дуда І. М. «Тернопіль. 1540—1944: історико-краєзнавча хроніка». Частина I. (2010);
- Остап'юк Б. «Давній Тернопіль» (1984);
- «Тернопільські збірки» (4 т., 1994—1997);
- «Тернопіль у 1809—1945 роках» (1993);
- «Тернополяни на старому батьківському шляху» (1994);
- «Шляхами Золотого Поділля» (1960, 1970, 1983).
- «Тернопіль. Історичні нариси» (2016).

## Книги про церкви
- Глубіш О., Новосядлий Б., Шподарунок Н. Катедра (2009);
- Глубіш О., Шподарунок Н. Симфонія Катедрального собору: минуле і сучасність (1999).

## Путівники
- Дуда І., Мельничук Б. «Тернопіль. Що? Де? Як?» (1989);
- «Тернопіль» (1962, 1964, 1966, 1975, 1979),

## Фотоальбоми
- «Тернопіль» (1979, 1986, 1996, 2005).

## Бібліографічні книги
- Література до знаменних і пам'ятних дат Тернопільщини (1967—2017) — щорічний бібліографічний список, який видає Тернопільська обласна універсальна наукова бібліотека.